# Nieradowo (Mława)
Pour les articles homonymes, voir Nieradowo.
Nieradowo (prononciation : [ɲeraˈdɔvɔ]) est un village polonais de la gmina de Szydłowo dans le powiat de Mława de la voïvodie de Mazovie dans le centre-est de la Pologne.
Il se situe à environ 8 kilomètres à l'est de Mława (siège du powiat) et à 105 kilomètres au nord de Varsovie (capitale de la Pologne).
Le village compte approximativement une population de 50 habitants en 2006.

## Histoire
De 1975 à 1998, le village appartenait administrativement à la voïvodie de Ciechanów.